# ウルヴァ島

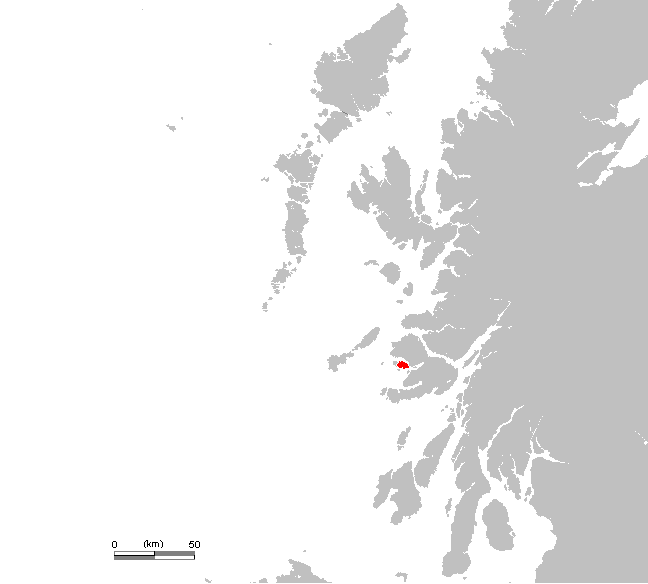
ウルヴァ島の位置

ウルヴァ島 （Ulva、スコットランド・ゲール語:Ulbha、古ノルド語:Ulv-oy/Ulfrsey、オオカミ）は、スコットランド、インナー・ヘブリディーズ諸島の小島。マル島の西岸に近接する。人口は21人（2001年）。美しい自然が残る。現在の島の所有者は北イングランド貴族のハワード家から島を購入した5人の島民である。
6億年前の火山活動でできた島で、内陸部分はムアである。
かつてはダルリアダ王国の辺境地帯で、ピクト人も暮らしていた。キリスト教化以後、アーガイル司教の管轄下となり、聖コルンバも島を訪れている。中世に氏族（クラン）のマッカーリー家所有となった。ジャコバイト反乱時代には、マッカーリー家はチャールズ・エドワード・ステュアート側について戦っている。
『オーストラリアの父』と讃えられるラックラン・マッコーリーはウルヴァ島の出身である。
1837年には16の村があったというウルヴァ島は、新たに島を購入したフランシス・クラークにより人口の2/3を追放されるという暴挙に見舞われた。クラークは、時には警告なしに家を焼き払うことまでした。クラークは周辺の小島ゴメトラと小コロンゼーも購入し、同じように島民を追放した。
1945年、イディス・コングルトンが島を購入。以後、彼女の子孫であるハワード家が所有していた。
2018年6月21日、島民5人が約450万ポンドを調達し、島を所有するハワード家から島を購入した。